# Ques
Ques es un apellido
Ques es una parroquia localizada en el concejo de  Piloña, en la Comunidad Autónoma del Principado de Asturias (España).
La parroquia, bordeada por la Sierra de Ques, tiene una extensión de 5,97 km² y cuenta con una población de 155 habitantes. La localidad de la parroquia con mayor población es Pedrueco, que se encuentra a 2,8 km de la capital del concejo, Infiesto.

## Población
La parroquia está constituida por siete pueblos, que son:
La Parte: localidad situada a una altitud de 320m. En la actualidad cuenta con una población aproximada de 16 personas y 13 viviendas.
La Rebollada: situada a una altitud de 400m. En la actualidad cuenta con una población aproximada de 2 personas y 2 viviendas.
Casa de la Rozuca: está situada a una altitud de 280m. En la actualidad cuenta con una población aproximada de 3 personas y 2 viviendas.
Pedrueco: localidad con mayor población de Ques. Está situada a una altitud de 280m. En la actualidad cuenta con 43 personas y 21 viviendas. 
Vistalegre: situada a una altitud de 300m. En la actualidad cuenta con una población aproximada de 2 personas y 2 viviendas.
Bierces: situada a una altitud de 340m. En la actualidad cuenta con una población aproximada de 42 personas y 40 viviendas.
La Llana: situada a una altitud de 257m. En la actualidad cuenta con una población aproximada de 40 personas y 40 viviendas.

## Iglesia de Santa Eulalia
La parroquia es conocida fundamentalmente por el manantial de agua al que da nombre, por el Santuario de la Virgen de la Cueva y por la iglesia de Santa Eulalia.
La iglesia de Santa Eulalia está situada en el lugar de Pedrueco. Es un edificio altomedieval, que fue arrasado durante la guerra civil española. Se encuentra en estos momentos en proceso de rehabilitación, tras el descubrimiento de una serie de elementos que revelan un templo ricamente adornado. El estudio, realizado por el restaurador Jesús Puras, acaba de sacar a la luz varios elementos del edificio que permanecían ocultos hasta ahora y que aportan nuevos datos sobre la Iglesia. Se trata de una antigua puerta de acceso a una de las capillas y un arco, que se cree que fueron cegados en diferentes épocas. A todo ello se une, además, una pintura mural de decoración geométrica que podría haber acompañado al citado arco y que ahora ha sido descubierta en la pared norte del interior de la Iglesia.
La puerta de acceso estaba situada en la conocida como capilla de San Cayetano o del Evangelio (siglo XVII), una ermita al norte del monumento cuya fundación corrió a cargo de la familia Alonso Ribero y donde podría haber sido enterrado uno de los miembros de este linaje (Diego Alonso Ribero), según recordaba el cronista oficial de Piloña, Andrés Martínez Vega. 
Parece que el tapiado es anterior a principios del siglo XX, ya que no se conocen testimonios en el concejo de Piloña que supieran de su existencia. Lo que sí recuerdan los vecinos es que había varios retablos en el interior del templo que se cree que fueron quemados por el bando republicano durante la guerra civil española. Precisamente, junto al lugar donde estaba ubicado uno de estos antiguos retablos, el de la Virgen del Rosario, fue donde apareció el arco de piedra, en la pared norte del interior del edificio.
Entre las peculiaridades de este monumento, el restaurador asegura que «la iglesia entera estuvo policromada», y subraya que éste es de los pocos ejemplos que se conocen donde hasta los propios contrafuertes del exterior por la cara norte presentan una policromía que imita al mármol. 
Según Andrés, este monumento podría remontarse al siglo X, aunque cuando aparecen más documentos es en el siglo XIII. Entre los elementos constructivos más característicos de la misma, Santa Eulalia de Ques posee un  campanario cuya forma presenta «claros indicios de influencia del prerrománico». De hecho, cuenta que el templo, que se construyó sobre otra construcción anterior, poseía antiguamente tantas riquezas que «ya en 1385 se decía que era la iglesia asturiana que más días de bueyes -propiedades- tenía».
Durante la Guerra Civil, sin embargo, sufrió importantes desperfectos y perdió algunas de sus riquezas originales, como los retablos. 
La iglesia de Santa Eulalia está acompañada de un llamativo roble centenario y rodeada de un entorno natural digno de visitar.
Otro espacio de culto destacado por su belleza en el concejo es el Santuario de la Virgen de la Cueva del que hay ya datos en el siglo XVI aunque a lo largo de los años se ha transformado considerablemente su aspecto. De atractivo turístico, situado a orillas del río la Marea, vive su día grande el 8 de septiembre, coincidiendo la celebración de la Virgen de la Cueva con el día de Asturias .

## Alojamiento
Esta parroquia cuenta con distintos alojamientos de turismo rural, por ejemplo, El Regueru, una casa rural de piedra restaurada hace pocos años. Pertenecía a Severo Ochoa, el asturiano que ganó el premio Nobel de Medicina. Desde la casa se ve la Sierra de Ques, el Sueve y los Picos de Europa. 
El complejo cuenta con varias casas familiares para alquilar, así como zonas verdes y una piscina. La zona es tranquila y es ideal para desplazarse a visitar algunos sitios interesantes como Ribadesella, a 35 km, Oviedo, a 40 km, o Llanes, a 50 km. 